# Sabathygebiet
Das Sabathygebiet ist eine Wochenendhaussiedlung in der Marktgemeinde Obdach in der Steiermark.
Das Sabathygebiet, etwas unterhalb der Sabathyalm, einem Almgebiet in den Seetaler Alpen, liegt in der Ortschaft Granitzen und besteht aus der Sabathyhütte, der Zirbenwaldhütte und zahlreichen bewohnbaren Almhütten, die das obere Ende des Skigebiets Rieseralm darstellen. Im Regionalen Entwicklungsprogramm der Region Obersteiermark West ist das Sabathygebiet als Vorrangzone für Wohn-, Dorf- und Erholungszwecke ausgewiesen.